# Sophia Baraket
Sophia Baraket (arabe : صوفيا بركات), née en 1983 à Tunis et morte le 19 juillet 2018, est une photographe tunisienne.

## Biographie
Elle naît en 1983 à Tunis, au sein d'une famille active dans le monde culturel : sa mère travaille comme éditrice de livres d'art et son grand-père qu'elle n'a pas connu comme traducteur et dirigeant d'une agence de relations publiques. Intéressée par la photographie dès sa jeunesse, elle décide de poursuivre ses études dans ce domaine.
Sophia Baraket rejoint l'École d'art et de design de Tunis puis Spéos, une école internationale de photographie basée à Paris, tout en effectuant un stage de six mois chez Magnum où elle rencontre Henri Cartier-Bresson, Martine Franck et Abbas.
Revenue en Tunisie en 2005, elle réalise des reportages aux États-Unis, en Ouganda, en République démocratique du Congo, au Kenya, en Algérie, en Égypte et au Mali, mais aussi en Tunisie, comme dans les hammams et bars de Tunis ou à la frontière avec la Libye pour documenter l'exode des Libyens vers le camp de réfugiés de Choucha. À chaque fois, elle cherche à briser des tabous et à dénoncer des injustices.
Elle organise par ailleurs des conférences sur le photo-documentaire puis réalise, entre 2010 et 2017, une quinzaine d'expositions et d'installations en Tunisie, en France et au Liban. Participante aux Rencontres africaines de la photographie en 2011, elle travaille avec des médias comme Courrier international, la BBC, Canal+ ou Al Jazeera, notamment durant la révolution tunisienne.
Sophia Baraket meurt subitement d'une crise cardiaque dans la nuit du 18 au 19 juillet 2018 à l'âge de 35 ans.